# 692

## Esdeveniments
- Els àrabs conquereixen Armènia
- Setge de la Meca. Abd-Al·lah ibn az-Zubayr mor i s'acaba la seva revolta

## Necrològiques
- 3 de novembre, La Meca: Abd-Al·lah ibn az-Zubayr, califa en oposició al califa omeia.
- Salm ibn Ziyad, militar i governador omeia.